# Röddelin
Röddelin [ʁœdəˈliːn] ist ein Ortsteil der amtsfreien Stadt Templin im Landkreis Uckermark in Brandenburg.

## Geographie
Der Ort liegt vier Kilometer westsüdwestlich von Templin. Die Nachbarorte sind Schulzenfelde im Norden, Dorettenhof, Waldhof und Templin im Nordosten, Schulenburgslust im Osten, Hindenburg im Südosten, Alsenhof im Süden, Hohenfelde im Südwesten, Papenwieser Weg im Westen sowie Beutel im Nordwesten.

## Geschichte
Die erste schriftliche Erwähnung des Ortes stammt aus dem Jahr 1287. In dieser Urkunde wurde für den Ort der Name Roedelin verzeichnet.